# 缠绕白毛乌头
缠绕白毛乌头（学名：Aconitum villosum var. amurense）为毛茛科乌头属下的一个变种。

## 扩展阅读
- 維基物種上的相關：缠绕白毛乌头